# Картавцев Валерій Степанович
Вале́рій Степа́нович Карта́вцев (нар. 17 лютого 1949, Дружба Ямпільського району Сумської області) — український правознавець, кандидат юридичних наук (1984), професор (1995), Заслужений юрист України (1996), генерал-майор СБУ у запасі.

## Біографія
Народився 17 лютого 1949 року в місті Дружба Ямпільського району Сумської області. У 1976 році закінчив Харківський юридичний інститут.
З 1976 року слідчий, старший слідчий органів державної безпеки у Харківській області. З 1983 працював на Вищих курсах органів державної безпеки (Київ): викладач, старший викладач, начальник кафедри правових основ забезпечення державної безпеки.
З 1991 — науковий консультант Комітету ВР України з питань оборони і державної безпеки. У 1992 обирався академічним радником АПНУ. У січні — липні 1992 — проректор з наукової роботи Інституту підготовки кадрів СБУ.
У 1992—1994 рр. — працював у апараті Ради національної безпеки при Президентові України: заступник, перший заступник керівника апарату. З 1 грудня 1993 по 5 серпня 1994 рр. — в. о. секретаря, секретар Ради національної безпеки при Президентові України.
У 1994—1995 рр. — проректор з навчальної роботи Інституту підготовки кадрів СБУ. З 1995 — перший проректор Академії Служби безпеки України. З 1995 року співпрацює у Державній акредитаційній комісії (ДАК) Міністерства освіти України: член фахової ради з права, з 2000 — заступник голови фахової ради з державної безпеки та внутрішніх справ; з 2002 — член експертної ради при ДАК з ліцензування та акредитації вищих навчальних закладів І—IV рівня підготовки фахівців. Досліджує проблеми кримінального права, забезпечення національної і державної безпеки. В. о. ректора Національної академії Служби безпеки України. З 2006 по 2008 рр. — член робочої групи із розробки проекту Стратегії національної безпеки України..
Співавтор «Науково-практичного коментаря Кримінального кодексу України» (2001) та інших праць. Брав участь у розробці законопроектів «Про Службу безпеки України», «Про оперативно-розшукову діяльність», «Про організаційно-правові основи боротьби з організованою злочинністю», «Про Раду національної безпеки і оборони України», «Про державну охорону органів державної влади та посадових осіб», проектів Воєнної доктрини України, Концепції (основ державної політики) національної безпеки України.

## Нагороди та відзнаки
- Лауреат премії імені Ярослава Мудрого.
- Заслужений юрист України (1996)
- орден «За заслуги» III ступеня (2002)[6]